# 丸善三番舘
丸善三番舘（まるぜんさんばんかん）は、北海道旭川市に本店を置く衣料品専門店である。1932年創業。

## 特徴
豊富な衣料品のほか、絨毯、寝具の品揃えに特色があり、比較的年齢層の高い顧客が多い。また社長が熱狂的な阪神タイガースファンであるため、シーズン終了後には大規模な安売りが行われている。2023年には38年ぶりの日本一優勝記念セールが行われた。
現在の旭川本店は1968年（昭和43年）から段階的に建設されたもので、老朽化が進んでいるため、具体的な日程は未定ながら近隣の銀座センタービルなどと一体で建て替えを行う計画が浮上している。

## 店舗
出店店舗の詳細情報は公式サイト「三番舘 店舗情報」を参照。
- 旭川本店：旭川市3条通15丁目右1号
- ふらの店：富良野市本町12-23

### 閉店した店舗
かつては札幌市、岩見沢市、滝川市、深川市にも店舗があった。
- 札幌手稲店：札幌市手稲区前田5条13丁目3-1（アルファショッピングセンター手稲内）[3]
- 岩見沢店：岩見沢市4条西1丁目（1979年10月出店→2005年7月閉店[4]。後に建物は解体され、跡地に岩見沢市生涯学習センターが建設された[5]）
- 滝川店：滝川市栄町3丁目3-11（高林デパート内、1996年6月出店→2014年7月閉店[6]）
- 深川店 : 深川市2条7番19号（サン•セブンビル内、出店時期不明→2023年7月閉店   [7])